# Acústico MTV: Rita Lee
Acústico MTV é o terceiro álbum ao vivo e primeiro em vídeo da artista musical brasileira Rita Lee. O seu lançamento ocorreu em 3 de setembro de 1998, através da editora discográfica Universal Music. Produzido como parte da série de trabalhos ao vivo e acústicos promovida pela rede de televisão MTV Brasil, o álbum teve a produção musical de Roberto de Carvalho, que também assina a direção musical e os arranjos. Sua lista de faixas é formada majoritariamente por canções de discos anteriores da artista, além de duas inéditas e uma regravação do compatriota Raul Seixas. O trabalho foi filmado na presença de cinquenta pessoas no Teatro João Caetano, localizado na cidade do Rio de Janeiro, entre os dias 4 e 5 de junho do mesmo ano. É o segundo projeto de Lee em formato acústico, após seu primeiro álbum ao vivo, Bossa 'n' Roll (1991).
Participam como convidados especiais os cantores Cassia Eller, Paula Toller e Milton Nascimento, além da banda Titãs e do instrumentista Armandinho Macêdo. Após o seu lançamento, Acústico MTV recebeu análises geralmente positivas da mídia especializada, com muitos prezando as colaborações com outros artistas, a sua produção e o frescor dado pelo projeto a carreira de Lee e ao seus antigos sucessos. Alguns, no entanto, desprestigiaram alguns convidados e classificaram o projeto como pouco inovador. Em retrospecto, algumas publicações, como a Rolling Stone Brasil, o listaram entre os melhores registros brasileiros de todos os tempos da série Acústico MTV. Comercialmente, o projeto mostrou-se bem recebido: com ambas as versões, DVD e CD, sendo certificadas com platina pela Pro-Música Brasil (PMB).
Para a divulgação do produto, a cantora apareceu em programas televisivos como Programa Livre e Hebe, e na  cerimônia dos MTV Video Music Brasil, ao lado de Nascimento. Além disso, ela distribuiu "Agora Só Falta Você" como single e embarcou na digressão Turnê Meio Desligada, que percorreu o Brasil entre novembro de 1998 a maio do ano seguinte e chegou a ser assistida por mais de 50 mil pessoas em uma apresentação.

## Antecedentes e lançamento
Tendo ouvido do músico João Gilberto que era "uma roqueira com voz de bossa-novista", Rita Lee decidiu aprofundar seus conhecimentos sobre a bossa nova. Com isso, ela passou a consumir com maior frequencia o trabalho de artistas desse segmento, como a cantora Nara Leão, o que culminou no lançamento de seu segundo álbum ao vivo, Bossa 'n' Roll (1991), que apresenta canções no gênero em formato acústico, apoiadas apenas por voz e violão. Na época, o trabalho foi recebido como inovador, já que até então nenhum artista popular brasileiro havia realizado algo similar, sendo que, anos depois, viria a se tornar comum no Brasil através do Acustico MTV produzido pela MTV Brasil. Em 1998, enquanto promovia seu décimo oitavo álbum de estúdio Santa Rita de Sampa (1997), Lee foi convidada pela rede para registrar uma aparição na série, o que foi aceito por ela. Em entrevista ao periódico Tribuna da Imprensa, a musicista justificou o motivo pelo qual decidiu novamente dedicar-se a um projeto similar ao que já havia realizado: "O Bossa 'n' Roll foi, há sete anos, o pioneiro dos acústicos, portanto houve muitas falhas, do tipo nunca ter sido registrado em vídeo e a qualidade da gravação ter deixado a desejar. Apesar de tudo, foi legal tê-lo feito. No A Marca da Zorra (1995) os arranjos das [faixas] antigas eram basicamente os mesmos das originais. Agora, no Acustico MTV, principalmente o repertório e arranjos estão quase que radicalmente modificados; o formato instrumental também, e com certeza dessa vez tudo será registrado de uma maneira bastante aprimorada".
Acústico MTV foi lançado comercialmente em 3 de setembro de 1998 através da Universal Music. Sua distribuição inicial ocorreu em CD e VHS, enquanto sua edição em DVD tornou-se disponível apenas a partir de 21 de agosto de 2000. A capa da edição em áudio é notavelmente distinta da edição em vídeo, com cada uma apresentando ângulos diferentes da cantora enquanto segura um violão. Em junho de 2023, após o falecimento de Lee, foi comercializado também em disco de vinil duplo, laranja-avermelhado e marmorizado, com direito a capa gate-fold.

## Produção e filmagem
No primeiro semestre do ano, Lee começou a ensaiar para realização do projeto, em média de oito a dez horas por dia. Para produzir o material, ela recrutou os trabalhos de seu guitarrista e marido, Roberto de Carvalho, que sozinho assina toda a produção da obra, assinando também a direção artística e os arranjos. Para a Folha de S.Paulo, ela revelou que buscou nos arranjos maior diferenciação entre Bossa 'n' Roll e Acústico MTV uma vez que não buscava soar repetitiva e que, enquanto o primeiro focou-se na em dar ênfase a bossa nova, o último focaria no rock, elaborando: "Na época, tudo foi bem mais radical. Era um banquinho, um violão e nada mais. Hoje diria que estou um passinho adiante, em termos de instrumentação, do Bossa'n' Roll". Talvez um Rock'n'Nova. [...] Consideremos novidade, sim, afinal nunca me apresentei com arranjos tão diferentes. Esta formação de banda é a primeira vez que monto, isso não é considerado novidade?". Apesar de buscarem por diversidade em termos de instrumental, o uso de instrumentos acústicos convencionais, como cordas e sopros, foram utilizados, com Carvalho justificando que tal inserção era inevitável, mas que "procurei fazer o menor uso possível e de forma discreta", avaliando que "poderia ter [variado] mais mas de todo jeito tem acordeão, bandolim, gaita, vibrafone, clarinete, trompa, acho que está de bom tamanho, uma diversidade razoável".
"Ensaiamos uma média de oito a dez horas por dia. Começamos há dois meses. Primeiro eu sozinha, pelada no banheiro com meu violão, depois Roberto me passou harmonias mais elaboradas. Aí entrou Beto, formando o Pai, o Filho e a Espírita Santa. [...] Estamos formatando o repertório, muitos arranjos que permanecem impregnados precisam de tempo para serem transformados. Nesses casos, é bom nem ouvir os originais. Mudar arranjos é fundamental para uma boa oxigenação. [...] Vai rolar de toda fase um pouco, chegamos a um consenso bacana. [...] Temos uma porrada de inéditas, escolhemos entre seis para tirar três ou duas".
—Lee, em entrevista ao jornal Folha de S.Paulo, sobre a elaboração do repertório.
O critério de escolha do repertório baseou-se em contemplar canções de álbuns lançados em variados momentos da carreira da artista, além de outras duas que foram selecionadas dentre seis opções de composições inéditas, com algumas sendo escolhidas através de uma enquete publicada em seu site oficial, onde o público teve a opção de votar em suas preferidas. Já a seleção de convidados especiais, que é tradicional da série, deu-se de formas distintas. Entre eles, a cantora Cassia Eller, que participa do álbum na canção "Luz del Fuego" é, para Lee, uma "figura bacana" com uma "voz de trovão que me deixa zonza". Eller, por sua vez, retribuiu a admiração pela anfitriã dizendo; "Sou apaixonada. Tenho uma história antiga com [a obra d]ela desde que sou adolescente. Por ser a primeira roqueira, para mim é the best". Os Titãs cantam com Lee, na faixa "Papai Me Empresta o Carro". A adição da banda no projeto foi a forma encontrada por ela para retribuir o apreço que sentiu em participar da edição do Acústico MTV gravada por eles. Já a contribuição de Paula Toller na faixa "Desculpe o Auê" foi dito por Lee como resultado de sua admiração pela voz da cantora: "Tenho fixação por essa menina desde que ela apareceu [na indústria musical] com essa voz de mel". Sobre cantar com Milton Nascimento, a artista disse: "Há 30 anos flerto com ele, de longe por conta da timidez mútua, porém não hesitei dessa vez em ser cara de pau e convidei "Deus" para cantar "Mania de Você" comigo". Ela revelou que chegou a realizar invites ao cantor Max Cavalera e ao grupo Doces Bárbaros, desejando tê-los no projeto, mas ambos se encontravam ausentes do Brasil naquele momento, assim como a cantora Marina Lima que preferiu não participar pois estava sem tempo devido a produção de seu próximo álbum.
Carvalho organizou uma banda de dez instrumentistas, além de um grupo de cordas, para acompanhar Lee na gravação do álbum, sendo todos emprestados de outros grupos apenas para a ocasião. A ambientação do palco foi concebida e executada por Gringo Cardia. De acordo com ele, a artista lhe pediu para criar um cenário que abrangesse totalmente a estética neo-hippie, contrastando com a ambientação high tech explorada na turnê em apoio a Santa Rita de Sampa. O estrado, que é cercado por flores artificiais, contém guirlandas indianas no teto e panos indianos brocados com uma enorme mandala ilustrada em seu centro. Também há uma mesa posicionada ao lado da artista, com incenso aceso, uma xícara de chá, além de pequenos apitos, flautas, percussões e uma buzina. O local escolhido para a realização do espetáculo foi o Teatro João Caetano, localizado na cidade do Rio de Janeiro, entre os dias 4 e 5 de junho, as 21 horas, para um grupo de 50 pessoas que foram selecionadas para assistirem a gravação na plateia.

## Sinopse e composição
O espetáculo é iniciado, Lee surge sob um figurino composto por uma bata azul, óculos de variadas cores e cabelo semicurto escorrido em tom ruivo e com franja, sentada ao centro do palco, ladeada por seus músicos, para executar a primeira música, "Agora Só Falta Você", parte de seu quarto álbum de estúdio, Fruto Proibido (1975). Segue-se, então, "Flagra", canção que é parte de  seu primeiro álbum lançado em parceria com Carvalho (1982), contendo arranjos de sopros e um solo de clarinete executado por Dirceu Leitte em seu instrumental. Na sequência, emenda "Jardins da Babilônia", de seu sexto disco Babilônia (1978), e "Doce Vampiro", de seu sétimo álbum de estúdio (1979), cuja nova roupagem faz uso de cordas. Logo após, Eller, a primeira participação especial da noite, aparece com os cabelos espetados e tingidos de azul. Ao ouvir de Lee, que faz graça imitando a voz de criança, que seu visual estava parecendo o de um passarinho, a convidada responde com voz grossa e em tom irônico: "Passarinho? Vou te mostrar meu passarinho", levando a plateia aos risos. Juntas, ambas interpretam "Luz del Fuego", de Fruto Proibido. O sexto número do espetáculo, "Balada do Louco", já havia sido gravado pela artista como membro dos Mutantes, para o disco Mutantes e Seus Cometas no País do Baurets (1972). Sua nova instrumentação ganha toques de fado e é constituída por acordes de uma guitarra baiana tocada por Armandinho Macêdo. Ao seu final, a artista emita a risada característica do personagem Pica-Pau.
|                                                      | "O Gosto Do Azedo" Décima faixa do disco, "O Gosto Do Azedo" é uma canção inédita, que fala sobre a contaminação pelo vírus HIV. "M Te Vê" Outra inédita, "M Te Vê" examina a importância que o brasileiro dá ao futebol e à política em ano de eleições presidenciais e Copa do Mundo FIFA. |
| Problemas para escutar estes arquivos? Veja a ajuda. | |

O show segue com duas regravações, "Gîtâ" e "Alô, Alô Marciano"; O primeiro citado foi composto por Paulo Coelho e Raul Seixas e incluído ao álbum com o mesmo nome da canção lançado, pelo último citado, em 1974. Já o segundo é parte do disco, Saudade do Brasil (1980), de Elis Regina, sendo retrabalhado em ritmo de reggae. Em "Desculpe o Auê", originária de Bombom (1983), Lee recebe ao palco a cantora Paula Toller para dividir os vocais da faixa, enquanto Oswaldinho do Acordeon as acompanham na sanfona. Logo após, ela executa "Eu e Meu Gato", de Babilônia, e a inédita "O Gosto do Azedo", que fora escrita por Beto e arranjada por Rogério Duprat. Antes de iniciá-la, a artista o observa na plateia assistindo ao concerto e o enaltece dizendo ao público que o considera o "mastro mais genial de todos". Sob o trabalho de cordas que remetem a um clima de tensão policial, a faixa fala sobre a transmissão do vírus HIV, como evidenciado nas linhas: "Sou o HIV que você não vê / Você não me vê / Mas eu vejo você". A banda Titãs unem-se a Lee para realizar coros em "Papai Me Empresta o Carro", de Fruto Proibido, sendo descritos como "filhos de harém" pela afitriã.
"M Te Vê", outra obra inédita, é uma salsa de autoria da própria intérprete que trata da situação vivida no Brasil em 1998, onde a Copa do Mundo FIFA e a eleição presidencial eram os assuntos mais discutidos do país, fazendo assim uma comparação entre a importância dada pela população à ambos. "Caso sério", oriunda de seu oitavo registro (1980), vem na sequência, sendo sucedida por "Coisas da Vida", balada de seu quinto álbum Entradas e Bandeiras (1976). Outra obra de Rita Lee (1980) é executada; trata-se de "Nem Luxo, Nem Lixo", que ganha elementos de jazz. O último convidado da noite, Milton Nascimento, se junta a Lee no palco para a realização da faixa "Mania de Você", que é parte do disco de 1979. Contém melodia de cordas concretizada pelo maestro Eduardo Souto Neto, que a deixou ao estilo barroco mineiro. Durante a execução, ambos a cantam de mãos dadas, com Lee fazendo alterações nas linhas para referenciar trechos de canções do convidado e o apelido com que ele é tratado: ""Nada melhor do que nada na cuca / Só pra deitar e rolar com Bituca, com Bituca". Após concluí-la, os intérpretes se beijam como forma de demonstrarem o carinho mútuo. Para encerrar o show e, portanto, o álbum são executados "Lança Perfume", de Rita Lee (1980), e Ovelha Negra, de Fruto Proibido; nessa última, Macêdo novamente aparece, dessa vez tocando uma guitarra havaiana.

## Recepção

### Crítica profissional
| Críticas profissionais | Críticas profissionais |
| Avaliações da crítica  | Avaliações da crítica  |
| Fonte                  | Avaliação              |
| ---------------------- | ---------------------- |
| Allmusic               | [ 29 ]                 |
| DVD Magazine           | [ 5 ]                  |
| Estadão                | Mista                  |
| Folha de S.Paulo       | Positiva               |
| Jornal do Brasil       | Mista                  |
| Tribuna da Imprensa    | [ 33 ]                 |

Acústico MTV recebeu análises geralmente positivas da mídia especializada, com muitos prezando as colaborações com outros artistas, a sua produção e o frescor dado pelo projeto a carreira de Lee e ao seus antigos sucessos. Alguns, no entanto, desprestigiaram alguns convidados e classificaram o projeto como pouco inovador. Em uma breve análise para o banco de dados Allmusic, Alvaro Neder deu cinco estrelas e meia de um total de cinco para o CD e exaltou Lee por "revisitar com competência os seus antigos sucessos". Para o A Tribuna, Julinho Bittencourt prezou a qualidade artística da cantora nele evidenciada, escrevendo: "Rita Lee, que sempre teve um condução muito profissional, parece que resolveu se superar. Se lançou ao projeto com tudo e fez um disco, desculpem o termo mas não há outro, do cacete". Ele positivou as participação de Toller, notando que ela exibi progressão vocal, assim como a de Nascimento que, em dueto com Lee, canta como "só dois jovens veteranos podem", além de descrever a produção de Carvalho como "uma das melhores do Brasil". Rodrigo Fauor, repórter do Tribuna da Imprensa, deu quatro estrelas totais ao trabalho, sentindo que a artista "conseguiu um ótimo resultado" com ele. Na análise, o editor elege Nascimento como a participação que "melhor se integrou ao clima da cantora", assim como Eller que "se sai correta". Porém, negativou Toller por estar "sem brilho" e cantando a que elege ser, ao lado de "Flagra", a "música mais fraca do roteiro". Complementa dizendo que o repertório acerta nas inéditas e que, embora as regravações não superem a qualidade das originais, Lee e Carvalho "realmente se esmeram" e conseguem "renovar suas canções".
O crítico musical Toninho Spessoto, do Correio do Povo, avaliou Acústico MTV como um disco "infinitamente superior aos últimos trabalhos de Lee" e que "aqui ela usa e abusa da simplicidade. O que é ótimo diga-se de passagem". Emitindo quatro estrelas de cinco, Robson Candêo, do portal DVD Magazine observou que, além da boa qualidade de imagem da obra, o seu som possuí "distribuição excelente" e que dá ao telespectador "a sensação de estar no meio do espetáculo". Ao passo em que enaltece os vocais da artista por continuarem "ótimos" e suas músicas que "não envelhecem" e "têm uma excelente sonoridade musical", concluí que "não dá para dizer que é um show com seus maiores sucessos e sim que é um show com os grandes sucessos dela". O colunista do Jornal do Brasil, Jamari França foi favorável ao "frescor renovado" que Lee deu a seus antigos sucessos como "Agora Só Falta Você", as presenças "discretas e funcionais" de Toller e Eller, bem como sua "banda que funcionou a favor do projeto": contudo, expressou desapontamento em relação ao excessivo corte feito em sua edição em áudio, por não incluir os momentos de espontaneidade da artista durante o concerto e a participação de todos os seus seis convidados, analisando que uma maior duração "teria dado um resultado mais dinâmico, além de passar o alto astral das gravações".
"O Acústico MTV vem bem a calhar com um momento de indefinição [na carreira] de Lee. Nos tempos de d'O Mutantes, ela era a menina espevitada, com carisma sobrenatural; nos anos 70 era a maconheira bandida defensora do rock tropical e, na década seguinte, a popstar brasileira. A década de 1990 flagrou Rita com sua máscara de eterna adolescente, transformando-a naquela figura da tia chata que constrange o sobrinho com provocações sobre namoradas, espinhas e coisas do tipo. Se não servir apenas para tirar suas vendas de álbuns do vermelho, o projeto deve vir redimensionar a carreira da artista para sua fase de "mulher madura", restando saber se ela sobrevive a um disco de inéditas. Bem, melhor ir só contando com as vendas astronômicas mesmo".
— Trecho da análise de Acústico MTV feita pelo crítico Ricardo Alexandre para o Estadão.
Marcelo Antunes, do Pioneiro, expressou uma opinião mista, a qual não apreciou o excessivo número de faixas do repertório anterior da artista no projeto, sentindo que isso denotava "uma fase em que sua criatividade parecia limitar-se ao passado". Ele, porém, observou algo de positivo sobre o fato, dizendo que seria "bom para lembrar que, para se fazer música no Brasil, nem sempre foi necessário ralar o tcham ou balançar sob o molejo do pagode melacueca". Pedro Alexandre Sanches, da Folha de S.Paulo, notou que Acústico MTV serviria como "mais uma arena de luta" na carreira da artista, observando: "O dilema já é conhecido: se se renova, ninguém gosta; se se repete, está indulgente. O "Acústico" é, sim, mais um momento indulgente de Lee, ainda mais porque adere ao formato de indulgência definido pela "moderninha" MTV — o modelo "unplugged" é essencialmente cafona. Ocorre que a Rita acomodada convive com uma Rita instigada escapando pelas brechas — a modorra bate em gana de cantar recém-adquirida e em certa melancolia de quem não parece plenamente satisfeito com o que está fazendo". Concluindo: "Não é pouco para quem já teve os Mutantes, o Tutti Frutti e é a mais profícua das compositoras de seu país. Só resta, a ela e ao Brasil, descobrirem que Rita Lee está vivíssima". Numa resenha mais negativa, Mauro Dias, do jornal Estadão, adjetivou "M Te Vê" de propensa a soar "datada" com o tempo, "O Gosto do Azedo" de uma "bobagem sem fim" e o disco de "redudante", descrevendo-o como "uma antologia de grandes sucessos. Os mesmos grandes sucessos que ela canta em todos os shows, há tantos anos que se perdem as contas". As participações de Eller, Titãs e Toller, para o autor, são "as que mais nitidamente possuem afinidades estilicas" com a intérprete, enquanto a de Quarteto de Cordas é "desperdiçada". Sobre Nacimento, Dias observa que a tentativa de juntá-lo à Lee "anula os dois" e que ele, "plangente, carregado daquela tristeza negra e interiorana, não sabe cantar "Mania de Você", comentando que embora ambos possuam "duas vozes boas e cheias de personalidade", isso não "obriga o resultado final a ser bom".

### Reconhecimento
Ao fim de 1998, periodistas do jornal O Globo elegeram o álbum como uns dos mais notórios do ano na categoria pop. Consequentemente, foi incluído em uma série de listas reunindo os melhores Acústico MTV de todos os tempos. A Folha de S.Paulo enumerou-o no quarto lugar entre os melhores títulos da série. O portal Célula Pop classificou-o na oitava posição em sua compilação dos 13 melhores, com Matthew Ramirez expressando que o registro conseguiu capturar "a Rainha Máxima do Rock Brasileiro em ótimo momento, contando com participações especiais bem bacanas" e "um repertório invencível". Colocando-o no mesmo posto, o jornalista da edição brasileira da revista Vice, Lucas Brêda considerou que embora "pudesse ter sido melhor", citando as suas "poucas novidades" como justificativa, "Lee é uma das maiores autoridades no quesito canção pop rock e tem um repertório que, por si só, já é substancialmente mais representativo do que quase todo o resto dos artistas nesta lista". Sem catalogá-lo em nenhum posto, o disco também foi ranqueado entre os 11 melhores, pelas publicações Rolling Stone Brasil e Correio Braziliense.

## Promoção
Em 2 de setembro de 1998, o vídeo em si foi transmitido na íntegra pela MTV Brasil, às 22h00. Para promover o álbum, a versão de "Agora Só Falta Você", apresentada durante o concerto, foi promovida como um single, sendo, inclusive, comercializado em formato de CD single. Lee também compareceu em programas de televisão para divulgar o disco. Ela apresentou "Mania de Você", ao lado de Nascimento, durante a quarta cerimônia dos MTV Video Music Brasil realizado em 13 de agosto. No Programa Livre, apresentado por Serginho Groisman, exibido no dia 24 de setembro pelo SBT, a artista executou "Coisas da Vida", "Gitâ", "Balada do Louco", "Mania de Você" e "Luz del Fuego" e respondeu à perguntas da plateia à respeito de temas como o lançamento do álbum, política e sua carreira. Em outubro, no Programa H, da Band, Lee deu voz a várias canções do álbum, além de ter sido entrevistada. Dias depois, em 27 de outubro, o programa Note e Anote, da RecordTV, foi inteiramente dedicado a cantora. Lá, além de tocar "Ovelha Negra", "Lança Perfume" e "Doce Vampiro", conversou com a apresentadora Ana Maria Braga; entre os assuntos abordados, estavam seu início nos Mutantes e a parceria profissional com Carvalho e Beto.
Um dia depois, o programa Hebe, também do SBT, recebeu Lee. Durante a atração, ela foi entrevistada por Hebe Camargo e apresentou-se ao vivo com "Agora Só Falta Você". Já em 13 de março de 1999, compareceu ao Programa Raul Gil, da RecordTV, na qual participou do quadro Pra Quem Você Tira o Chapéu? e cantou "Agora Só Falta Você" e "Lança Perfume". Outro programa que artista esteve foi o Programa do Ratinho, também da RecordTV, onde tocou diversas faixas do álbum, como "Alô, Alô Marciano", usando orelhas postiças de alienígena. Em seu livro, Rita Lee: uma autobiografia, a intérprete expressa que recebeu na atração "um tratamento muito melhor do que naqueles dois programas onde os apresentadores falam mais do que o convidado e o interrompem quando você quando está cantando".
Acústico MTV também foi promovido através da Turnê Meio Desligada. Sua estreia ocorreu em 13 de novembro de 1998 na casa de shows Citibank Hall, em São Paulo, passando por várias cidades brasileiras, até ser concluída em 30 de maio do ano seguinte, no Parque Ibirapuera, em uma apresentação ao ar livre, que reuniu mais de 100 mil pessoas. Apesar de ter mantido o conceito central do álbum como base inicial, a digressão passou por diversas modificações em seu decorrer, com Lee deixando de se apresentar sentada e até fazendo uso de instrumentos eletrônicos. Em entrevista ao Jornal do Brasil, ela detalhou as mudanças: "Estou mais plugadinha e menos sentadinha. A maior parte canto em pé mesmo, tudo diferentemente igual. O cenário continua hippie, mas ligeiramente modificado, já a luz é mais poderosa. Meu figurino a cada noite será um, todos recauchutados do meu baú de 30 anos [de carreira]".

## Alinhamento de faixas
| N.º            | Título                                                  | Compositor(es)                 | Duração |  |
| 1.             | "Agora Só Falta Você"                                   | Luis Sérgio Carlini · Rita Lee | 3:32    |  |
| 2.             | "Jardins da Babilônia"                                  | Lee · Lee Marcucci             | 3:21    |  |
| 3.             | "Doce Vampiro"                                          | Lee                            | 3:51    |  |
| 4.             | "Luz del Fuego" (com participação de Cássia Eller)      | Lee                            | 3:34    |  |
| 5.             | "Nem Luxo, Nem Lixo"                                    | Lee · Roberto de Carvalho      | 3:50    |  |
| 6.             | "Alô, Alô Marciano"                                     | Lee · Carvalho                 | 3:51    |  |
| 7.             | "Eu e Meu Gato"                                         | Lee                            | 3:05    |  |
| 8.             | "Balada do Louco"                                       | Arnaldo Baptista · Lee         | 3:35    |  |
| 9.             | "Papai Me Empresta o Carro" (com participação de Titãs) | Lee · Carvalho                 | 3:32    |  |
| 10.            | "O Gosto do Azedo"                                      | Beto Lee                       | 4:52    |  |
| 11.            | "Gitâ"                                                  | Paulo Coelho · Raul Seixas     | 4:23    |  |
| 12.            | "Flagra"                                                | Lee · Carvalho                 | 3:21    |  |
| 13.            | "Desculpe o Auê" (com participação de Paula Toller)     | Lee · Carvalho                 | 3:05    |  |
| 14.            | "Coisas da Vida"                                        | Lee                            | 4:01    |  |
| 15.            | "M Te Vê"                                               | Lee · Carvalho                 | 4:53    |  |
| 16.            | "Mania de Você" (com participação de Milton Nascimento) | Lee · Carvalho                 | 6:41    |  |
| 17.            | "Lança Perfume"                                         | Lee · Carvalho                 | 4:19    |  |
| 18.            | "Ovelha Negra" (com participação de Armandinho Macêdo)  | Lee                            | 6:31    |  |
| Duração total: | Duração total:                                          | Duração total:                 | 77:34   |  |

## Créditos e pessoal
Todo o processo de elaboração de Acustico MTV atribui os seguintes créditos:
Locais de produção
- Fabricado: Microservice: Microfilmagens E Reproduções Técnicas Da Amazônia Ltda.
- Distribuído: Polygram Do Brasil Ltda.

Gestão
- Direção de programa: Cris Lobo, Ric Ostrower
- Produção de programa: Paula Popó Lopes
- Direção de arte: Anna Butler, Max Pierre
- Direção técnico: Valter Pascotto
- Assistência de direção: Camila Cecchi
- Assistência de arte: Mário Leme
- Coordenação de projeto: Gisela Locatelli, Patrica Scotolo
- Assistência técnica: Everaldo Andrade, Fran Andrade, Oswaldo Thomaz Jr., Roberto Marques
- Supervisor: Miguel Ángel
- Edição de vídeo: Viridiana Bertolini
- Coordenação gráfica: Alves Pinto
- Capa: Gringo Cardia
- Fotografia: Guto Antunes, Márcia Ramalho, Mila Maluhy
- Assistência de design: Leonardo Eyer
- Edição de publicação: Bete Leandro

Produção
- Produção musical: Roberto de Carvalho
- Produção executiva: Adilson Tokita
- Assistência de produção: Digo Pomàrico
- Direção musical: André Mantovani, André Vaisman, Roberto de Carvalho
- Assistência de estúdio: Gutemberg Pereira
- Gerenciamento de estúdio: Jorge Espírito Santo, Ricardo Moreira
- Mixagem: Luís Paulo Serafim

Instrumentação
- Vocais principais: Rita Lee (todas as faixas), Cássia Eller (apenas a faixa 4), Titãs (apenas a faixa 9),  Paula Toller (apenas a faixa 13), Milton Nascimento (apenas a faixa 15)
- Vocais de apoio: Mauro Gasperini, Maurício Gasperini, Roberto de Carvalho
- Guitarra baiana: Armandinho Macêdo
- Cavaco: Armandinho Macêdo
- Violão: Rita Lee, Beto Lee, Lee Marcucci, Roberto de Carvalho, Eller (apenas faixa 4)
- Gaita: Roberto de Carvalho
- Piano: Roberto de Carvalho
- Viola: Jesuina Noronha Passaroto
- Baixo: Lee Marcucci
- Clarinete: Dirceu Leitte
- Trompete: Flávio Melo
- Flauta: Zé Canuto
- Saxofone: Zé Canuto
- Kazoo: Rita Lee
- Flauta: Rita Lee
- Metais: Eduardo Souto Neto, Rogério Duprat
- Trombone: Vitor Santos
- Apito: Rita Lee
- Bateria: Paulo Zinner
- Percussão: Ary Dias, James Muller
- Vibrafone: Guga Stroeter
- Arranjos de cordas: Eduardo Souto Neto, Rogério Duprat
- Bandolim: Beto Lee
- Guitarra havaiana: Beto Lee
- Acordeão: Oswaldinho do Acordeon
- Violoncelo: Márcio Eymard Malard
- Violino: Antonella Pareschi

## Desempenho comercial
Em apenas um mês de lançamento, a edição em áudio de Acústico MTV, vendeu 250 mil cópias o que, consequentemente, levou a Pro-Música Brasil (PMB) a emitir um certificado de ouro. Na parada de vendas de álbuns publicada pelo O Globo – com base em dados fornecidos pelo instituto Nelson Oliveira Pesquisa e Estudo de Mercado (NOPEM) –, alcançou a quarta posição em 20 de outubro de 1998. Finalizou como o 45.º CD mais comprado no país ao longo do ano, segundo o instituto Nelson Oliveira Pesquisa e Estudo de Mercado (NOPEM). Em 2003, a certificação foi atualizada para platina, denotando vendas de um 350 mil exemplares, enquanto sua versão em vídeo também foi condecorada com platina, equivalente a 200 mil unidades. Atualmente, mais de 600 mil réplicas do disco foram vendidos em sua totalidade.
| País — Tabela musical (1998) | Posição de pico |
| ---------------------------- | --------------- |
| Brasil (NOPEM)               | 4               |

| País — Tabela musical (1998) | Posição |
| ---------------------------- | ------- |
| Brasil (NOPEM)               | 45      |

| Região                                                                                             | Certificação | Vendas   |
| -------------------------------------------------------------------------------------------------- | ------------ | -------- |
| Brasil (Pro-Música Brasil)                                                                         | Platina      | 350 000* |
| Brasil (Pro-Música Brasil) DVD                                                                     | Platina      | 250 000* |
| *números de vendas baseados somente na certificação ^distribuições baseadas apenas na certificação |              |          |

## Histórico de lançamento
| País   | Data                  | Formato  | Gravadora(s)    | Ref.  |
| ------ | --------------------- | -------- | --------------- | ----- |
| Brasil | 3 de setembro de 1998 | CD · VHS | Universal Music | [ 4 ] |
| Brasil | 21 de agosto de 2000  | DVD      | Universal Music | [ 5 ] |
| Brasil | 20 de junho de 2023   | Vinil    | Universal Music | [ 2 ] |